# 飯山弘章
飯山 弘章（いいやま ひろあき、1954年4月3日 - ）は、北海道出身の日本の俳優である。血液型はA型。東京キッドブラザース出身。

## 出演

### テレビドラマ
- 太陽にほえろ!（NTV / 東宝）
  - 第306話「ある決意」（1978年） -　中沢修
  - 第339話「暴発」（1979年） - 西山幸雄
  - 第409話「英雄」（1980年） - 岸本和夫
  - 第461話「ドックのつぶやき」（1981年） - 市川猛
  - 第615話「相棒」（1984年） - 中西英治
- 大追跡 第13話「横浜チンピラ・ブギ」（1978年、NTV / 東宝） - ゴロー
- 大都会 PARTIII 第6話「東京・クライシス」（1978年、NTV / 石原プロ）
- 太閤記（1987年、TBS / 東映） - 溝尾庄兵衛
- あぶない刑事 第43話「脱線」（1987年、NTV / セントラル・アーツ） - トメ吉
- もっとあぶない刑事 第15話 「不惑」（1989年、NTV / セントラル・アーツ） - 山下公園の男
- 刑事貴族 第10話「その時、汚名を打ち抜いた」（1990年、NTV / 東宝） - ヤギヌマ　タケシ
- 土曜ワイド劇場 「松本清張スペシャル・鉢植えを買う女」（1993年12月11日、ANB / 東北新社）

### バラエティ
- オジャマンないと!（1986年 - 1992年、NBN）

### Vシネマ・ビデオ作品
- ONE ROUND JACK 〜僕をさがして〜（1989年、柴田恭兵ファンクラブ限定ビデオ） - 警察官
- 静かなるドン 1 - 12（1991年 - 2001年、東映Vシネマ） - 沖田寝多

### 映画
- あぶない刑事（1987年、東映）
- またまたあぶない刑事（1988年、東映）
- 病院へ行こう（1990年、東映）
- 仔鹿物語（1991年、東宝）
- 静かなるドン THE MOVIE（2000年、ケイエスエス） - 沖田寝多
- ゴジラ×メカゴジラ（2002年、東宝） - 航空自衛隊幹部[1]

### 舞台
- パン・プランニング「ブルースな日々 夢に向かって♪」（2011年6月14日-23日、銀座みゆき館劇場）